# Signe Munk
Signe Munk, née le 10 mars 1990 à Odense (Danemark), est une femme politique danoise, membre du Parti populaire socialiste.

## Biographie
Signe Munk est diplômée en sciences politiques à l'université d'Aarhus en 2013. Elle commence alors à travailler pour le Parti populaire socialiste, dont elle devient vice-présidente en 2014.
Elle est élue au conseil municipal de Viborg lors des élections municipales de novembre 2009. Elle ne se représente pas en 2013.
Elle est élue députée au Folketing lors des élections législatives de juin 2019. Elle devient alors la porte-parole de son groupe parlementaire pour le climat et l'énergie.
Elle est réélue pour un second mandat lors des élections législatives de novembre 2022. Après le scrutin, elle devient la porte-parole politique de son groupe parlementaire. Alors qu'elle part en congé maternité en décembre 2024, elle cède son rôle de porte-parole politique à Lisbeth Bech-Nielsen.